# Justo Donoso Vivanco
Justo Pastor Donoso Vivanco (Santiago, 10 de julio de 1800 - La Serena, 22 de febrero de 1868) fue un eclesiástico, canonista, abogado y político chileno.
Se desempeñó como obispo de Ancud y de La Serena, además de ser electo senador por Llanquihue y diputado de Quinchao. Es conocido por su obra Instituciones de Derecho Canónico americano, reeditadas después de su muerte en Francia y Alemania a comienzos del siglo XX. Andrés Bello usó dicha obra como una de las fuentes de su Código Civil.

## Biografía
Nació en Santiago de Chile el 10 de julio de 1800 en el seno de una familia modesta. Su padres fueron Juan de Dios Donoso y Gertrudis Vivanco. En 1814 ingresa a la Orden de los Predicadores, conocidos como los padres dominicos. Tres años más tarde, el 23 de julio de 1817, profesa los votos perpetuos de pobreza, castidad y obediencia en la orden. El 1 de enero de 1818 se declara la emancipación de Chile con la publicación del acta de Independencia de Chile, lo cual motiva a Justo a escribir un manifiesto de eclesiásticos apoyando esta acción. 
El 3 de noviembre de 1822 es ordenado sacerdote por Mons. Guillermo Juan Carter Gallo. Desde ese año y hasta 1829 se desempeña como profesor de filosofía y teología en el Convento de Santo Domingo en Santiago.  

### Secularización
Entre los años 1827 y 1828 se dedicó a recorrer varias ciudades de las provincias de Aconcagua y Conquimbo ofreciendo ejercicios espirituales ignacianos y dedicado a las misiones. Esta experiencia le llevaría a tomar la decisión, en octubre de 1829, de dejar la Orden de los Predicadores y pedir su incorporación al clero diocesano, lo cual se hace efectivo con un rescripto de secularización otorgado por el Mons. Giovanni Muzi, vicario apostólico del papa Pío VII. Le fue encomendada la parroquia de Talpén en la ciudad de Constitución, a la cual prontamente renunció. Poco después le asignaron la parroquia de Talca, encargo que cumplió con destacado fervor impulsando las misiones rurales y la formación en la fe de los más pobres. 

## Docencia y carrera eclesiástica
En 1840 es llamado por el arzobispo Manuel Vicuña Larraín a viajar a Santiago de Chile para dictar clases de teología y derecho civil y canónico en el Seminario Conciliar de Santiago. Aprovecha su estancia en la capital nacional para estudiar Derecho civil, recibiendo en 1842 el título de abogado. En 1843 es nombrado rector del Seminario Conciliar de Santiago a instancias del vicario José Alejo Eyzaguirre, y secretario de la recién fundada Facultad de Teología de la Universidad de Chile por el entonces Presidente de la República de Chile, don José Manuel Balmaceda. De este modo reconocían sus méritos las autoridades civiles y eclesiásticas. 

En 1844 es propuesto por el gobierno chileno para dirigir la recién creada Diócesis de San Carlos de Ancud en Chiloé. Toma posesión de la diócesis un año más tarde en 1845, por delegación del obispo de Concepción, debido a que la Santa Sede no responde sino hasta 1848 según consta en la Historia Eclesiástica de Chile (1925): 
«Sus bulas no llegaron sino en 1848; porque en Roma se recibieron ciertos siniestros informes, referentes tal vez a las doctrinas regalistas del candidato». 
En 1845 fue también candidato del entonces presidente de Chile Manuel Bulnes Prieto para ocupar la sede del Arzobispado de Santiago pero, debido a las restricciones eclesiásticas por las tendencias regalistas de Donoso, hicieron que el Gobierno sacrificara sus preferencias iniciales y presentaran a Rafael Valentín Valdivieso. A finales de 1848 e inicios de 1849, el obispo de Ancud recibió críticas por sus doctrinascanónicas manifestadas en su obra Instituciones de Derecho Canónico americano, críticas de las que se hizo eco La Revista Católica.  

En 1851 celebra el I Sínodo de Ancud, el cual, según testimonios de la época, nunca llegó a entrar en vigencia: 
«Creemos que la larga vacancia de la sede ancuditana condujo a que el Sínodo del obispo Donoso no entrara nunca en vigencia o no fuera aprobado; pues, en la época que asumió el gobierno de la Diócesis el obispo Solar, la situación de los obispos chilenos habla sufrido una no-table modificación respecto a los Sínodos, por obra del Arzobispo Valdivieso». 
Al año siguiente es presentado por el Gobierno chileno para dirigir la Diócesis de La Serena, tomando posesión inmediata de ella en virtud de la Carta de ruego y encargo que hiciera el gobierno. En 1853 recibe las bulas pontificias de traslación de obispado. A cargo de la Diócesis de La Serena escribe varias cartas pastorales en 1858, 1865 y 1866. 
Como expresión de una voluntad de armonía y entendimiento entre la Iglesia Católica y el Gobierno de Chile que abría un momento de paz y reconciliación después de la administración de Manuel Montt, en 1861 es designado Ministro de Justicia, Culto e Instrucción de la nueva administración de José Joaquín Pérez, cargo que desempeñó hasta comienzo de 1862. En esa misma encomienda ejerce como vicepatrono de la Universidad de Chile.  

## Carrera política
Fue electo diputado por Quinchao (que en ese entonces comprendía también las ciudades de Ancud y Castro) para el período legislativo de 1852 a 1855, aunque no existen datos de su incorporación efectiva a la Cámara de Diputados. Posteriormente, fue elegido senador subrogantepor Llanquihue en el período de 1855 a 1864. Además, fue electo senador por 3 años, en 1861, como subrogante del expresidente Francisco Antonio Pinto Díaz fallecido en 1858. Durante su permanencia en el Senado de Chile integró la Comisión Permanente de Negocios Eclesiásticos. 
Muere en su sede episcopal de La Serena el 22 de febrero de 1866. El historiador Diego Barros Arana consideró a Mons. Justo Donoso «por su saber, uno de los más distinguidos, si no el más distinguido, que ha tenido Chile”, entre los Obispos de su historia. Más aún, añadió que “por su talento y por sus luces estaba destinado a ser uno de los más preclaros prelados de la Iglesia americana».

## Obras

### Obras mayores[7]
- Manual del párroco americano o instrucción teológica-canónica-legal, dirigida al párroco americano y particularmente al chileno sobre sus derechos, facultades y deberes, y cuanto concierne al cabal desempeño del ministerio parroquial. Santiago de Chile (1844), 363 págs.
- Instrucción pastoral al clero y pueblo de la Diócesis, para la reforma de algunos abusos y costumbres inmorales, (1845)
- Instituciones de Derecho Canónico Americano, para el uso de los colegios de las repúblicas de la América Española. Valparaíso (1848).
  - II Edición (1861-1862) ampliada y enriquecida para la Iglesia latinoamericana, redactada en París en la Librería de la Viuda de Charles Bouret en 1854, 1876 y 1885.
  - Nueva reedición publicada en Alemania por la Editorial Herder de Friburgo (1909).
  - En 1852, Pedro Nolasco Cobo, publicó un Compendio de Derecho Canónico extractado de la obra de Justo Donoso y editado en Valparaíso.
- Diccionario teológico, canónico, jurídico, litúrgico, bíblico, etc. (1855), 4 tomos, 2231 págs.
- Guía del párroco y del sacerdote en sus relaciones con la religión y la sociedad. Santiago de Chile (1867), 318 págs.

### Obras menores
- El pensador político-religioso, Santiago (1825)
- Cartas de Ciríaco a Eraniste, Santiago (1826)
- Cartas chilenas de Theófilo a Christófilo, Santiago (1828)
- El perrero, Santiago (1937)
- Cartas de Ciríaco a Eraniste, Santiago (1826)